# Fredorada

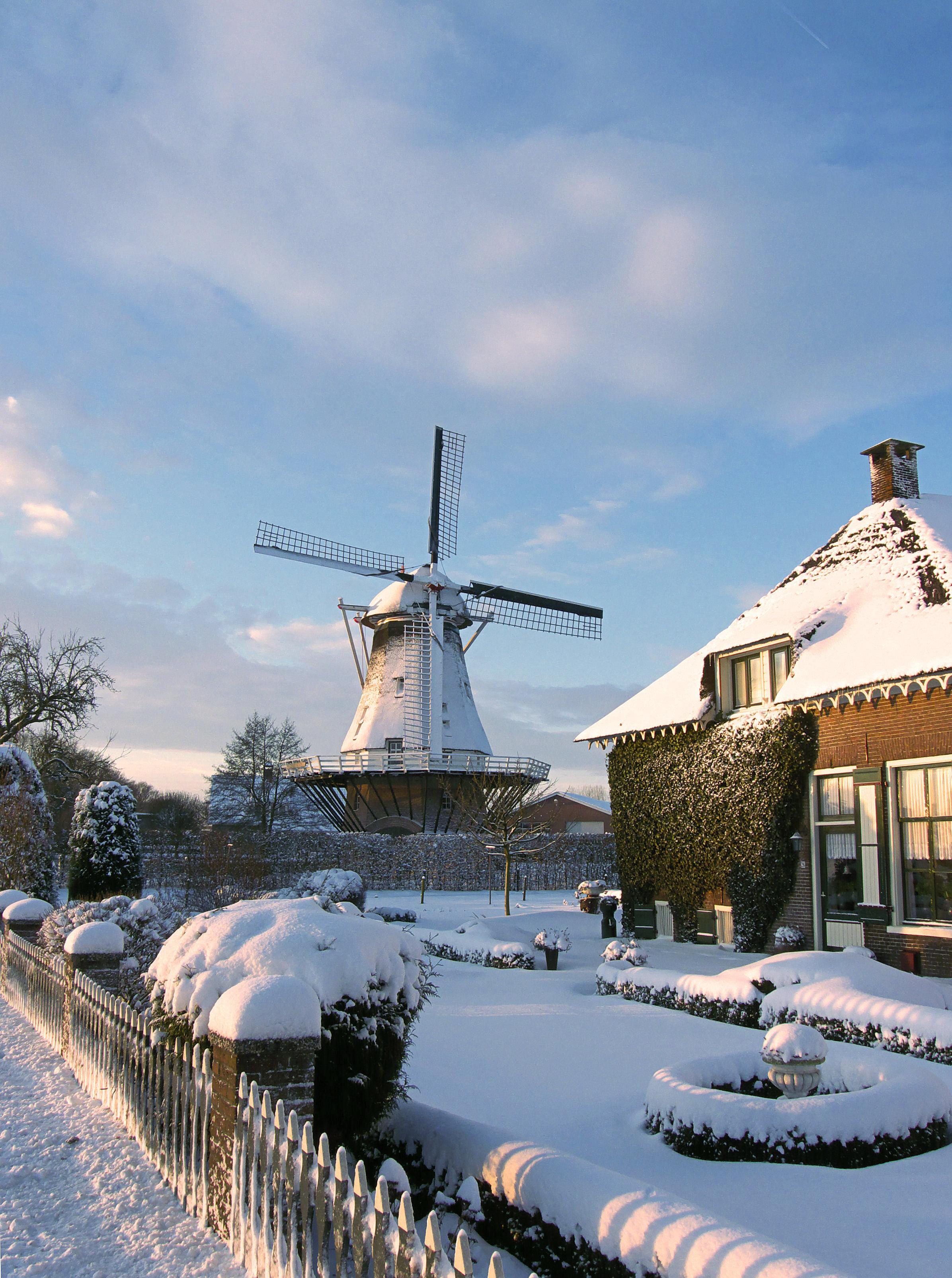
Ede (Gelderland), a l'onada de fred a Europa de 2009-2010

Una fredorada o onada de fred és un període de temperatures molt baixes associat amb la invasió del territori per masses d'aire polar o continental.
Pel que respecta a la península Ibèrica l'arribada de masses d'aire procedents de latituds altes és possible tot l'any. Tanmateix el major nombre d'invasions d'aquest tipus té lloc de novembre a abril i especialment el desembre, gener i febrer, mentre que són molt poc freqüents durant els mesos d'estiu i excepcionals el juliol. S'ha de tenir en compte que no totes les inversions o adveccions d'origen septentrional resulten gèlides i constitueixen autèntiques onades de fred. Aquesta denominació acostuma a reservar-se exclusivament a aquelles que provoquen unes davallades termomètriques excepcionals capaces de deixar un senyal important en el medi natural i d'ocasionar trastorns en el paisatge humanitzat, motiu pel qual arriben a transcendir als mitjans de comunicació i causar impacte en l'opinió pública.
Les fredorades hivernals acostumen a explicar-se més que per la simple invasió d'aire de zones normalment fredes pel previ refredament de la massa d'aire en aquests llocs i el seu desplaçament posterior cap a les latituds més al sud.
Les entrades o adveccions d'aire fred es produeixen gairebé exclusivament quan la trajectòria mitjana seguida pels vents de l'oest de latituds mitjanes o westerlies, aconsegueix el seu màxim descens en latitud, la qual cosa té lloc durant els mesos d'hivern, i a més el seu índex de circulació zonal és molt baix o hi ha una situació de bloqueig d'aquesta circulació.

## Algunes de les darreres fredorades
- Fredorada de gener de 1947
- Fredorada de febrer de 1956
- Fredorada de gener de 1985
- Fredorada de desembre de 2001
- Onada de fred europea de febrer de 2012